# Demeter (Satellit)
Demeter (englisch Detection of Electro-Magnetic Emissions Transmitted from Earthquake Regions, deutsch: Entdeckung von elektromagnetischen Emissionen ausgesandt von Erdbebenregionen) ist ein französischer Satellit. Er wurde am 29. Juni 2004 in Baikonur mit einer Dnepr-Trägerrakete gestartet. Er wurde vom CNES betrieben und diente der Erforschung seismischer Aktivitäten auf der Erde. Demeter war der erste Satellit, der auf dem Satellitenbus Myriade beruhte.
Demeter sendete die letzten wissenschaftlichen Daten am 7. Dezember 2010. In den folgenden Wochen wurden durch 15 Bahnmanöver die Tanks geleert und die Umlaufbahn dadurch um 1,4 km abgesenkt. Am 17. März 2011 wurde der Satellit endgültig abgeschaltet.